# Kurt Tank
Kurt Waldemar Tank (Bromberg-Schwedenhöhe, 24 de febrero de 1898 - Múnich, 5 de junio de 1983) fue un notable ingeniero aeronáutico y piloto de pruebas alemán, que dirigió el departamento de diseño de Focke-Wulf entre 1931 y 1945. Es autor del diseño del famoso interceptor Würger.

## Biografía
Con solo 17 años, Kurt se alistó como voluntario y participó en la primera contienda con el Regimiento de Infantería 71 de Erfurt en el frente oriental. Al término de la misma, la familia Tank junto a muchos compatriotas fueron expulsados de Nakel, localidad ubicada en una zona de litigio con Polonia, y se trasladaron a Potsdam en las cercanías de Berlín.
En 1919, se empleó en la famosa fábrica de locomotoras Orenstein & Koppel y comenzó sus estudios terciarios de electrotecnia. Esta carrera era por entonces el sistema de estudios con más posibilidades de inserción en la aeronáutica, ya que en aquellos años no existía aún una licenciatura específica. 
Supo contar con los profesores más prestigiosos de la época como el matemático Rothe, el físico Kurlbaum y otros como Weber, Kammerer y Josse en materias como mecánica y termodinámica. Asimismo, participó en cátedras dictadas por Einstein, Petzoldt y Parseval. Su trabajo le permitió un marcado rendimiento en las materias prácticas.
En las postrimerías de sus estudios, diseñó el planeador Berlin B 02 Teufelchen 1923 de alas de torsión sin alerones, junto con algunos de sus compañeros de la Universidad Técnica de Berlín. Otro diseño en el que tomó parte fue el «Charlotte», realizado en la AKAFLIEG (Asociación Académica de Aviadores).
En 1924, es recomendado por el profesor Moritz Wewer para trabajar en la fábrica de hidroaviones Rohrbach Metall-Flugzeugbau. En este mismo año, se casa con su prometida Charlotte Teufel, quien sin dudas contribuyó con su nombre y apellido para las primeras realizaciones de Tank.
En su nuevo trabajo, Kurt Tank aportó sus conocimientos en los aviones Ro IIIa Rodra, Ro V Rocco, Ro X Romar, Ro XI Rostra y Ro VIII Roland. En 1929, se retiró de Rohrbach, ya que esta empresa seguía apostando al desarrollo de hidroaviones y Tank cree que el desarrollo de los futuros aviones de transporte debía pasar por bases terrestres.
En 1930, se incorporó a los “Talleres Aeronáuticos de Baviera” (Bayerische Flugzeugwerke) pero, prontamente, esta empresa entró en quiebra, y Kurt Tank fue rápidamente contratado por la Focke Wulf como jefe de la oficina de Proyectos y Producción. Con gran alegría se trasladó con su familia a Bremen.

## Kurt Tank y la Focke Wulf
A pocas semanas del ingreso de Tank a la FW, esta empresa se fusionó con la Albatross y se fue completando una excepcional plantel de profesionales: Klages, Bansemir, Herzog, Blaser, Cassens, Müller, entre otros. En 1933, Tank solicitó una total libertad para el diseño y construcción de aviones íntegramente metálicos y de alto rendimiento.
El empuje final para el desarrollo de la empresa se concretó merced a la designación de Erhard Milch como secretario de estado del recién creado Reichsluftfahrtministerium (el Ministerio de Aviación del Reich o RLM), quien sería el propulsor de una política de gran impulso a la industria de aviones del incipiente III Reich.
Con muchos proyectos por delante, Kurt Tank fue ascendido a director técnico de la FW con sólo 35 años de edad, y la planta se nutrió con la incorporación de otros notables especialistas: Schubert, Steibach, Kaether, Kosel y Haberstolz (ex Heinkel); Faehlmann (ex Arado), Mathias (ex DVL). 
En 1934, la FW inauguró sus nuevos galpones en el aeropuerto de Bremen, en los que se puso en marcha la línea de montaje del Focke-Wulf Fw 44 Stieglitz, avión del que de inmediato se concedieron dos licencias de fabricación: una en Suecia y otra el I.Ae. 23 en Argentina. Pronto el Focke-Wulf Fw 56 Stösser realizó su primer vuelo, considerado como el padre de los aviones de picado. En 1936, sería el Junkers Ju 87 el ganador de la licitación para bombardero de esa modalidad para la Luftwaffe.
El Fw 57 no entró en producción debido al bajo rendimiento de sus motores, pero se convertiría en el primer bimotor metálico de la FW. Un desarrollo más que interesante fue el del Focke-Wulf Fw 58 Weihe, bimotor de entrenamiento y tren retráctil, que incorporaba flaps para el aterrizaje, ajuste en timón y alerones, piloto automático e instrumentos para vuelo a ciegas.
Hacia 1937, la Focke Wulf tiene en distintas etapas de desarrollo el Focke-Achgelis, el caza bimotor Focke-Wulf Fw 187 Falke, el Focke-Wulf Fw 189 Uhu de reconocimiento, el legendario caza Fw 190, el bombardero medio Focke-Wulf Fw 191 y comenzaba a salir de los tableros el Focke-Wulf Fw 200 Condor, del que finalmente se construirían 130 aparatos entre los de uso civil y militar, siendo además uno de los hijos predilectos de Tank.
En las épocas previas a la guerra, la FW bajo la dirección técnica de Kurt Tank construyó los siguientes aviones: FW 43, Fw 44, Fw 55, Fw 56, Fw 57, Fw 58, Fw 62, Fw 159, Fw 186, Fw 187, Fw 189, Fw 190 y Fw 200. Durante la guerra además de los mencionados se realizan y proyectan el FW 191 y los Focke-Wulf Ta 152, 154 y el 183 para sustitución del Me 262 como caza local, que sería tiempo después antecesor del argentino I.Ae. 33 Pulqui II y del MiG-15. También se estaba trabajando sobre los planos en los Fw 206 y el Fw 300. El doctor Pabst se ocupaba ya en diseños de aviones de despegue vertical.
A lo largo de su fructífera carrera, Kurt Tank fue destacado con diversos cargos y menciones. En 1936, recibió las alas como capitán de la Aviación Civil (equivalente a comandante de aviación comercial) . En 1937, ante la Academia para la Investigación Aeronáutica expuso «El Avión Terrestre en el Transporte Transoceánico». En 1939 fue designado como miembro del Consejo Directivo de Investigaciones Aeronáuticas. 

### Segunda Guerra Mundial
En 1940, fue nombrado jefe de la sección de desarrollo de Materiales Plásticos para la Industria Aeronáutica. Desde 1942 se desempeñará como vicepresidente de la Academia Alemana de Investigación Aeronáutica. A comienzos de 1943, le es adjudicado el título de Profesor de la Universidad Técnica y el de Doctor Técnico honoris causa, comenzando además el dictado de cátedra de “Construcción de Aviones Especiales y de Gran Porte”. Desde 1944 ocupa la jefatura de la sección desarrollo de “Aviones de Caza Nocturnos y Todo Tiempo”.
Terminada la Segunda Guerra y sin posibilidades profesionales en su patria (la FW se convirtió como fábrica de elementos domésticos), Kurt Tank se dedicó a tratar de conseguir un lugar de trabajo para él y su equipo. Tenía como oferta el proyecto de un caza a reacción (el Ta 183), un avión comercial pentaturbina (Ta 500), un excepcional equipo de colaboradores, un memo sobre el desarrollo aéreo alemán hasta 1945 y fundamentalmente la confianza en su propia capacidad como especialista y conductor de equipo.

### Postguerra

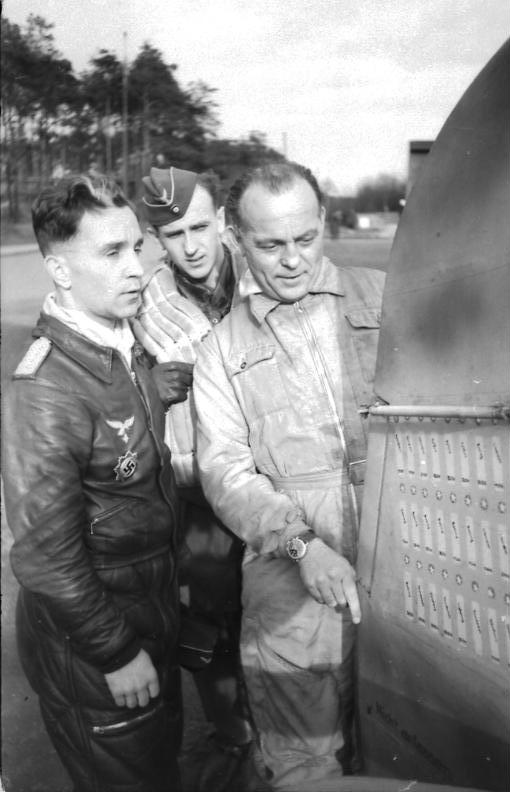
Kurt Tank (derecha) discutiendo sobre las marcas de derribos en el estabilizador vertical de un avión, en 1944.

En 1947, Tank aceptó un ofrecimiento del gobierno argentino y se trasladó a Buenos Aires vía Dinamarca, con documentos expedidos por las autoridades oficiales de este país. Vale destacar que Kurt Tank y otros colaboradores, al no tener pasaportes alemanes, recibieron documentos argentinos para poder salir de la Alemania ocupada. No eran documentos falsos, ya que fueron otorgados oficialmente por el gobierno del país sudamericano. De hecho, Tank viajó anualmente a su patria desde el año 1949 con su pasaporte argentino y jamás tuvo dificultad alguna.
El profesor conocía los antecedentes de la Fábrica Militar de Aviones, donde fue empleado desde la época en que la Focke Wulf concedió la licencia del Fw 44. En Córdoba, Tank y su equipo concibieron al I.Ae. 33 Pulqui II, el bimotor multipropósito I.Ae. 35 Huanquero, mientras que se encontraba en desarrollo el transporte pentaturbina I.A. 36 Cóndor, el entrenador I.Ae 44 y un caza todo tiempo.
Después del derrocamiento del presidente Constitucional Juan Domingo Perón en 1955, mediante un golpe de Estado el proyecto vio esfumarse.
En febrero de 1956 Tank y catorce de sus ingenieros, perseguidos por la dictadura autodenominada Revolución Libertadora, abandonaron el país y se dirigieron a trabajar en la industria aeronáutica de la India. Este hecho se sumaría a otros dos elementos que pondrían un freno al proyecto Pulqui.  Kurt Tank y catorce miembros de su equipo viajaron a la India, y en ese país concretaron con la compañía Hindustan Aeronautics Limited el HAL HF-24 Marut. Realizó el primer vuelo en marzo de 1963 con dos turbinas “Orpheus 703”, previéndose en la etapa de producción contar con una planta de poder más potente. Sin embargo, problemas políticos y comerciales atentaron contra le evolución de la máquina, la que finalmente no consiguió motores de mejor rendimiento. No obstante y a pesar de los atrasos, el primer avión de serie voló el 15 de noviembre de 1967, y en abril de 1970 le siguió el biplaza HS-24 Mkit. De este último, se construirían 125 unidades.
Una vez comenzada la producción del Marut, Kurt Tank se desplazó a Egipto y colaboró al desarrollo del reactor Helwan HA-300, avión que no se construyó en serie, ya que Egipto aceptó la oferta soviética para fabricar bajo licencia el MiG-21. Después de dos años de estancia en este país, Tank retornó a su patria. 
Falleció en Múnich el 5 de junio de 1983. Sus restos fueron cremados, y en cumplimiento de su propio deseo, sus cenizas fueron esparcidas en el Río de la Plata. Los restos de su primera esposa, Charlotte, descansan en Córdoba, lugar donde falleció cuando el profesor trabajaba en la Argentina.